# Сједлице
Сједлице (пољ. Siedlce) град је у Пољској у Војводству мазовском. По подацима из 2012. године број становника у месту је био 76 393.

## Становништво
| 1950.  | 1960.  | 1970.  | 1980.  | 2012.  |
| ------ | ------ | ------ | ------ | ------ |
| 25.322 | 32.587 | 39.280 | 54.821 | 76 393 |